# Каррагинан
Каррагинан, или карраген, — семейство линейных сульфатных полисахаридов, получаемых из красных морских водорослей. Название происходит от англ. carrageen moss — английского названия водорослей вида Chondrus crispus Stackh., произрастающих у берегов Ирландии, которое в свою очередь происходит от ирл. carraigín — «маленькая скала». Студенистые экстракты, полученные из этих водорослей, использовались в качестве пищевых добавок в течение сотен лет.
Каррагинан — это природный гелеобразователь, получаемый при переработке красных морских водорослей методом экстракции с последующей очисткой от органических и других примесей — многократным осаждением, фильтрацией и промывкой в воде и спирте. В зависимости от степени очистки различают рафинированные и полурафинированные каррагинаны. Зарегистрирован в качестве пищевой добавки E407.

Молекулярная структура различных типов каррагинана

## Свойства
Молекулы каррагена — большие, очень гибкие, и могут формировать закручивающиеся структуры. Они могут образовывать различные гели при комнатной температуре. Часто используются в пищевой промышленности как стабилизирующий и загущающий агент. Гели ведут себя как псевдопластик.
Все каррагинаны — высокомолекулярные полисахариды, составленные из повторений субъединиц галактозы и 3,6-ангидрогалактозы (3,6-AG), как сульфированных, так и несульфированных. Субъединицы соединены чередующимися гликозидными связями альфа-1-3 и бета-1-4.
В зависимости от степени полимеризации и этерификации препараты каррагинанов классифицируются на три группы:
- Каппа: сильные, твёрдые гели (одна сульфатная группа на две молекулы галактозы). Производятся из Kappaphycus cottonii,
- Йота: мягкие гели (две сульфатные группы на две молекулы галактозы). Производятся из Eucheuma spinosum,
- Лямбда: формируют гели в смеси с белками, а не водой; используются для загущения молочных продуктов (три сульфатные группы на две молекулы галактозы). Наиболее частый источник — водоросли Gigartina из Южной Америки.

Наиболее важным различием, влияющим на свойства классов каррагинанов, является количество и положение сульфатных эфиров на повторяющихся субъединицах галактозы. Большее количество сульфатных эфиров понижает температуру растворения каррагинана и приводит к более мягким гелям или препятствует образованию гелей (лямбда-каррагинан).
Многие красные водоросли производят различные типы каррагинана на разных стадиях развития. Например, род Gigartina производит главным образом каппа-каррагинаны в стадии гаметофита, и лямбда-каррагинаны в стадии спорофита. 
Все классы каррагинана растворимы в горячей воде, но в холодной воде растворим только класс лямбда и соли натрия других классов.

## Получение
В промышленных масштабах производство началось с 1930-х, хотя в Китае использовали каррагинан ещё в VII веке до н. э.
В настоящее время крупнейшим производителем являются Филиппины, где морские водоросли разводятся специально. В основном это виды Kappaphycus alvarezii, Kappaphycus striatum и Eucheuma denticulatum. Они растут на глубине двух метров. Водоросли обычно выращивают на нейлоновых тросах, закреплённых на бамбуковых опорах. Урожай собирают через три месяца, когда каждое растение весит около килограмма.
После сбора водоросли сушат, упаковывают в тюки и отправляют на фабрику. Там водоросли мелют, просеивают, чтобы удалить загрязнения, например песок, и тщательно промывают. После обработки горячим щелочным раствором (например, 5—8%-ным гидроксидом калия) из водорослей путём центрифугирования и фильтрации удаляется целлюлоза. Получившийся каррагинановый раствор затем концентрируется выпариванием. Затем высушивается и измельчается в соответствии со спецификацией.

## Применение
При использовании в пищевых продуктах каррагинан указывается как E407 или E407a (при изготовлении из водорослей Euchema).
Раствор каррагинана может использоваться в производстве мясных продуктов в целях удержания влаги и удешевления производства в расчёте на массу готовой продукции.
Наиболее часто пищевую добавку E407 используют при производстве молочных продуктов, молочных коктейлей, мороженого, кондитерских изделий.
Каррагинан является альтернативой желатина растительного происхождения.

## Влияние на организм человека
На основании исчерпывающего научного обзора каррагинанов в июле 2014 года Всемирная организация здравоохранения (ВОЗ) и Комитет экспертов по пищевым добавкам (JECFA) пришли к выводу, что каррагинан безопасен для использования в молочных смесях, включая смеси для новорожденных детей с особыми заболеваниями в концентрациях до 1 г на литр.
Ранее, в 2007 году Продовольственная и сельскохозяйственная организация ООН и JECFA на основании имевшихся данных не рекомендовала использовать каррагинан-содержащие продукты в питании для младенцев. Научные опыты 2001 года на крысах, морских свинках и обезьянах показали, что использование полигинана (частично распавшейся молекулы каррагинана) ассоциировано с язвами и раком желудочно-кишечного тракта, причём у морских свинок употребление каррагинана ассоциировано с язвами желудочно-кишечного тракта, а у крыс — с раком желудочно-кишечного тракта. Употребление каррагинана может также быть причиной воспалительных заболеваний кишечника. Новые исследования проведенные в Германии и опубликованные в DZD в 2024 году, вновь подтвердили опасность добавки Е 407 на организм человека. Последствия: язва слизистой, критическое повышение сахара в крови, воспаление кишечника и даже мозга.